# Coryphantha maiz-tablasensis
Coryphantha maiz-tablasensis, conocida comúnmente como biznaga partida de las tablas, es una especie de planta suculenta perteneciente al género Coryphantha, dentro de la familia Cactaceae. Es endémica del noreste de México (concretamente de los estados mexicanos de San Luis Potosí y Jalisco).

## Descripción

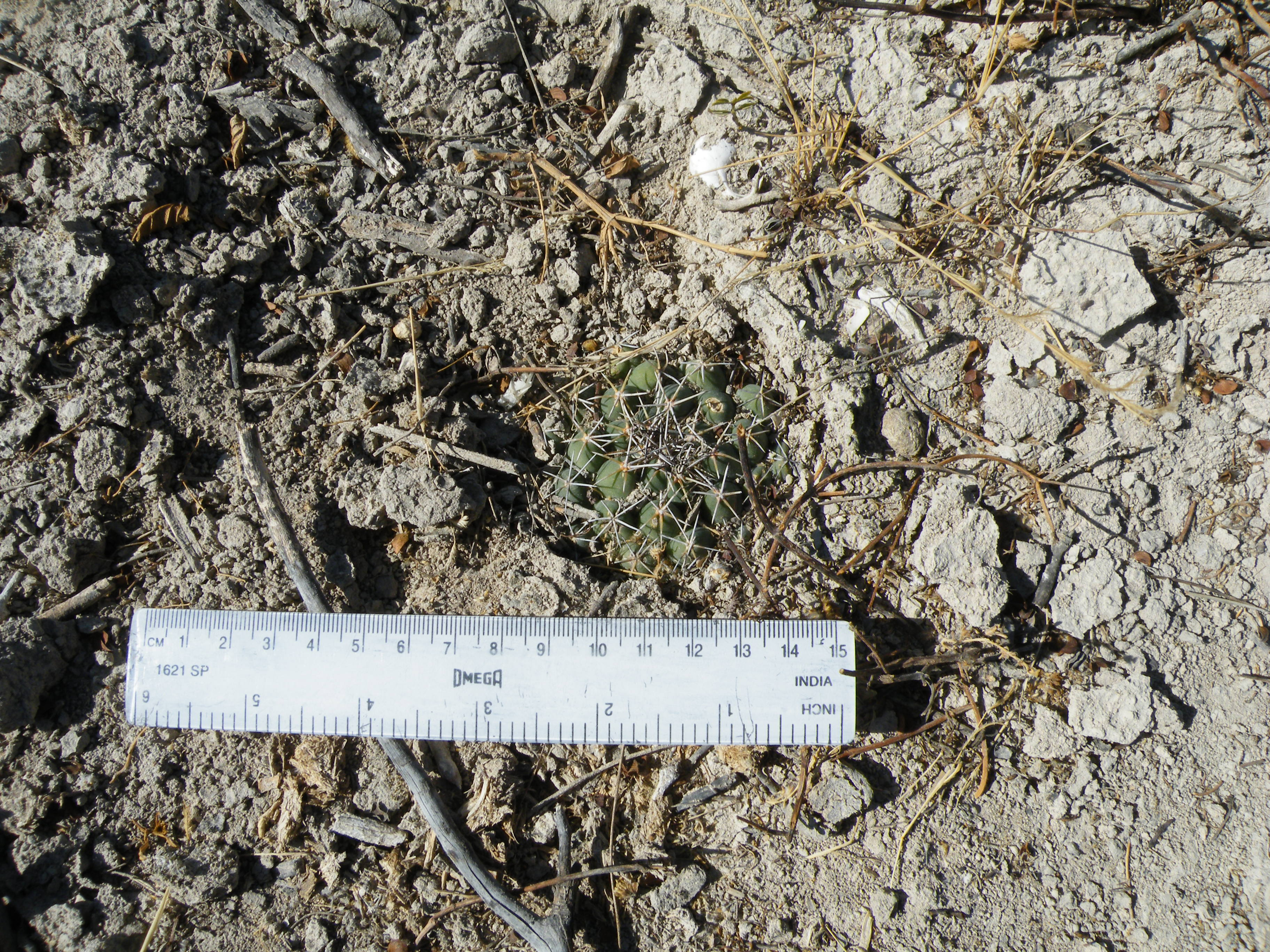
Crecimiento a ras de suelo

Coryphantha maiz-tablasensis es una especie de cactus que puede crecer tanto de forma solitaria como formando grupos y apenas si sobresalen de la superficie del suelo. Los tallos son esféricos y deprimidos, con una distintiva raíz pivotante. Tienen la epidermis de color verde glauco a verde azulado, miden hasta 3 cm de altura y alcanzan diámetros de 5 a 9 cm.
Los tallos están cubiertos de tubérculos cónicos u ovalados de hasta 1,7 cm de largo. Son surcados y normalmente no tienen glándulas de néctar.
En la punta de los tubérculos se asientan areolas lanudas sin espinas centrales. Tienen de 4 a 9 espinas radiales cortas y rectas de color blanco grisáceo con la punta oscura. Son rígidas y miden de 0,5 a 1,2 cm de largo.

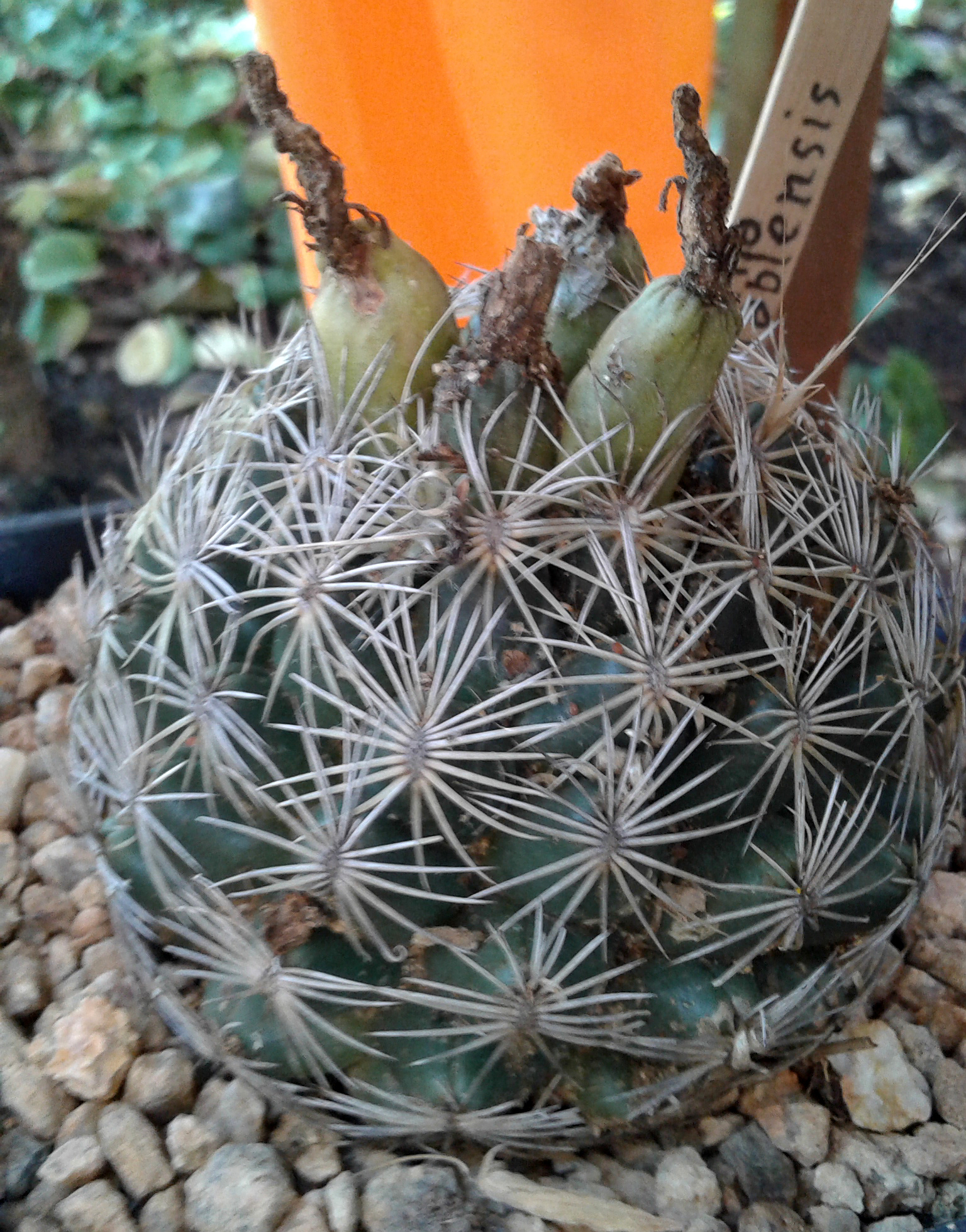
Detalle del fruto

Las flores son de color amarillo o blanco crema, miden 2,7 cm de largo y tienen un diámetro de 4 a 6 cm. Los frutos son de color rojo, miden hasta 1,8 cm de largo y tienen un diámetro de 1 cm.

## Distribución y hábitat
El área de distribución nativa de esta especie es el noreste de México (concretamente en los estados mexicanos de San Luis Potosí y Jalisco) y crece principalmente en biomas desérticos o de matorral seco a altitudes de 900 y 1400 metros.

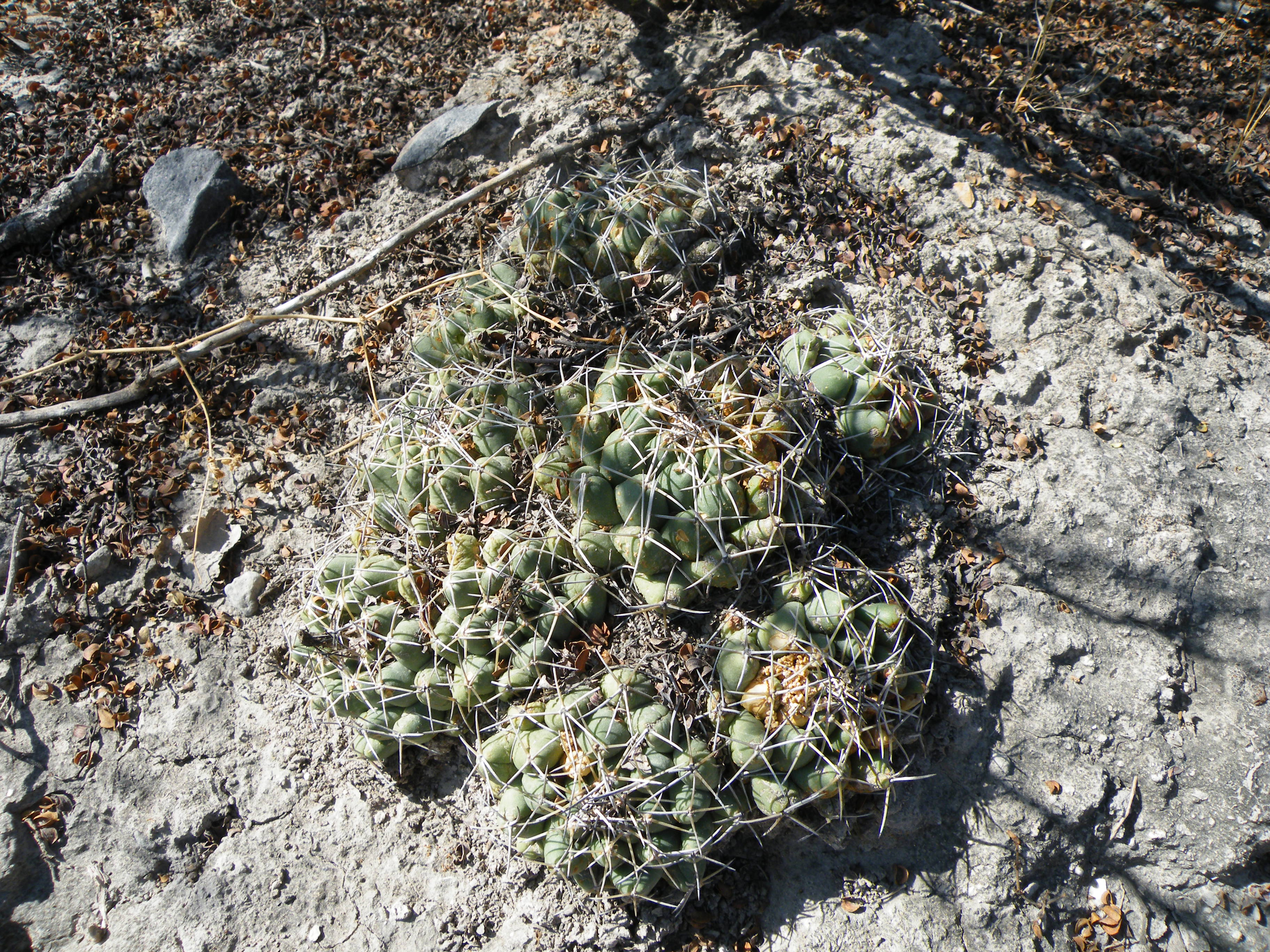
En su hábitat

Se desarrolla tanto en suelos calizos como yesosos, junto a otras especies de cactus como: Turbinicarpus lophophoroides y Lophophora diffusa.

## Taxonomía
Coryphantha maiz-tablasensis fue descrita por el botánico Fritz Schwarz y publicada por primera vez en la revista científica Blätter für Sukkulentenkunde 1: 5 en el año 1949.
Etimología
- Coryphantha: nombre genérico que deriva del griego coryphe (que significa 'cima' o 'cabeza'), y anthos (que significa 'flor'), haciendo referencia a que las flores aparecen en el ápice de los tallos.
- maiz-tablasensis: epíteto geográfico que hace referencia a los municipios de Ciudad del Maíz y Las Tablas en el estado mexicano de San Luis Potosí, lugar donde se encentra la especie.[5]

## Estado de conservación
En la Lista Roja de Especies Amenazadas de la UICN, la especie está clasificada como de “En Peligro (EN)”.
Las principales amenazas que sufre esta especie se deben a la construcción de carreteras, los cultivos agrícolas y la recolección ilegal.

## Usos
Se cultiva principalmente como planta ornamental y su propagación se realiza a través de semillas. Necesita de una maceta profunda para el buen desarrollo de su raíz pivotante y con un buen drenaje. Se desarrolla tanto a pleno sol como en semisombra en verano. Resiste hasta los -4 °C siempre que se mantenga seco en invierno.